# Bicarbonato de litio
El bicarbonato de litio es un compuesto inorgánico, una sal ácida de litio y ácido carbónico con la fórmula LiHCO 3, se presenta como un polvo incoloro (o blanco), solubles en agua.

## Fabricación
Se obtiene haciendo pasar dióxido de carbono por una solución de carbonato de litio enfriada:
{\displaystyle {\mathsf {Li_{2}CO_{3}+H_{2}O+CO_{2}\ \rightleftarrows 2\ LiHCO_{3}}}}

## Propiedades físicas
Existe información contradictoria sobre las propiedades físicas del bicarbonato de litio. En algunas fuentes se afirma que el bicarbonato de litio sólo existe en soluciones acuosas, ya que se disuelve en agua. En otros, forma unos polvos incoloros o blancos.

## Propiedades químicas
- Se descompone con un ligero calentamiento o concentración:

{\displaystyle {\mathsf {2LiHCO_{3}\ {\xrightarrow {T}}\ Li_{2}CO_{3}+H_{2}O+CO_{2}\uparrow }}}